# Battaglia di Sankt Michael
La battaglia di Sankt Michael fu combattuta il 25 maggio 1809 tra le forze franco-italiane del generale Paul Grenier e le forze austriache di Franjo Jelačić. Le truppe del generale croato, originariamente parte dell'esercito dell'Arciduca Carlo, erano state richiamate a sud in supporto dell'armata austriaca in Italia. Intercettate da Grenier, subirono gravi perdite prima di raggiungere l'Arciduca Giovanni. 

## Contesto storico
Dopo la sconfitta austriaca nella guerra della terza coalizione e l'umiliante pace di Presburgo, che vedeva l'impero costretto a cedere la Dalmazia direttamente alla Francia, la corte asburgica fremeva per avere la propria vendetta nei confronti dei francesi. Dopo tre anni di attesa, mentre Napoleone era impegnato in Spagna, gli austriaci ruppero gli accordi di pace ed attaccarono le truppe francesi in Germania, dando l'avvio ad una nuova guerra.
Due furono i fronti su cui gli austriaci intendevano combattere i francesi: quello principale era il fronte del Danubio, affidato all'Arciduca Carlo, considerato un prodigio militare, e quello secondario era il fronte italiano, affidato all'Arciduca Giovanni. Il fronte principale vide presto l'intervento di Napoleone, che giunse personalmente a guidare l'esercito. Il fronte italiano, invece, fu affidato al figliastro di Napoleone, il principe Eugenio, comandante ancora inesperto all'inizio della guerra.

## Antefatti
Dopo un'iniziale successo a Sacile e l'avanzata sino a Caldiero, le truppe austriache furono costretti ad arretrare, sebbene non avessero ancora subito alcuna sconfitta per mano francese. Infatti, la sconfitta dell'esercito principale ad Eckmuhl minacciava le loro retrovie e nella peggiore delle ipotesi, un esercito francese sarebbe potuto comparire alle loro spalle ed intrappolarli, dopo essere sceso dalle Alpi.
L'Arciduca Giovanni, considerando quest'ipotesi, decise di riportare le proprie forze in Carinzia e Carniola e bloccare lì l'avanzata dell'Armata d'Italia. Nelle prime fasi della ritirata, gli austriaci furono sopraffatti in un primo scontro sul fiume Piave. Mentre i francesi aspettavano di riunire per intero l'Armata, Giovanni decise di dividere le proprie forze e di inviare ciascuna delle due nella regione a cui erano state inizialmente assegnate.
Questo fu un grave errore: nessuna delle due armate poteva singolarmente rivaleggiare con l'esercito di Eugenio al completo. Questo fu ampiamente dimostrato nella battaglia di Tarvisio, dove il generale Albert Gyulai fu sconfitto dal vicerè d'Italia. Pochi giorni dopo, il 20 maggio, Eugenio entrava a Villacco e il giorno seguente a Klagenfurt. Costretto a prendere una pausa per riunire la propri armata, Eugenio attese mentre Giovanni riuniva le proprie truppe con i resti del corpo d'armata di Gyulai a Graz, il 24 maggio.

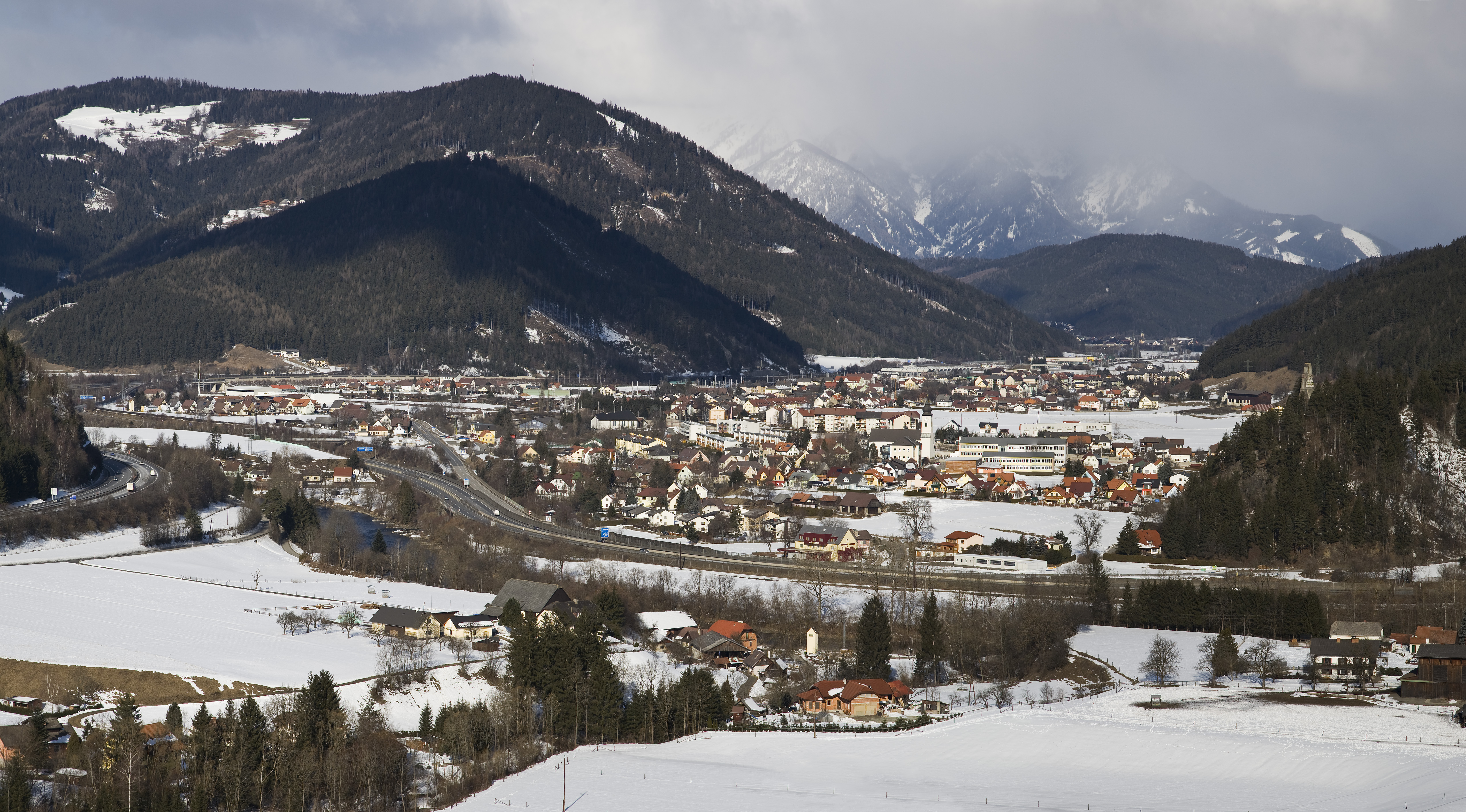
Sankt Michael

Parallelamente a tutto ciò, il 15 maggio, Jelačić era stazionato a Salisburgo quando ricevette l'ordine dall'Arciduca Giovanni di recarsi a Graz. Il 19 maggio, Salisburgo fu evacuata.
Eugenio, di stanza a Villacco, venne a sapere dei movimenti di Jelačić ed inviò Grenier a intercettare i rinforzi. Eugenio pianificava di muoversi in direzione nord-sud, mentre i rinforzi austriaci viaggiavano in direzione est-ovest: il punto d'incontro tra le due strade era il villaggio di Sankt Michael.

## Forze in campo

### Esercito franco-italiano
Sebbene il numero complessivo di truppe disponibili per Eugenio fosse di oltre 35 000, il comandante dell'armata d'Italia assegnò a Grenier solo una frazione dell'esercito. A Grenier fu assegnato il comando delle due divisioni più vicine al probabile luogo della battaglia, ovvero la divisione del generale Seras e la divisione del generale Durette. Si stima che l'esercito affidato a Grenier avesse tra i 12 000 ed i 15 000  uomini. La divisione di Seras era composta da due brigate, una comandata da Louis Gareu ed una comandata da Roussel; quella di Durette, invece, dalle brigate di Valentin e di Dessaix.

### Esercito austriaco
Jelačić inizialmente occupava Salisburgo con 10 200 uomini, dei quali quasi 2 900 erano dei Landwehr, una milizia a scopo puramente difensivo poco addestrata, oltre a 16 cannoni e 60 cavalieri. A un certo punto del viaggio, Jelačić si liberò di una parte dei Landwehr di Salisburgo e di quasi tutta l'artiglieria, rimanendo solo con 4 cannoni, probabilmente per velocizzare la marcia. Smith e Schneid riferiscono rispettivamente come 8 000 e 9 000 le forze totali disponibili.

## La battaglia
Il 23 maggio, la colonna di Jelačić era a Mautern, a soli 16 km da Sankt Michael mentre Eugenio era a Judenburg, a 33 km dalla cittadina dove si sarebbe tenuto lo scontro. Consapevole della presenza del nemico, Eugenio ordinò a Grenier di assemblare l'esercito e di forzare la marcia verso Sankt Michael.
L'avanguardia di Jelačić arrivò la mattina del 25 maggio ed il resto del suo gruppo giunse in paese verse le 9. L'avanguardia di Grenier, costituita dalla divisione di Seras, si fece presto vedere a sud-ovest della città mentre il resto della colonna stava ancora avanzando. Jelačić inviò tutta la sua esigua cavalleria e la brigata del generale Legisfeld a tenere a bada l'avanguardia su una collina ad ovest della città. Alle 10 Seras attaccò, ma non riuscì a sfondare le linee, venendo respinto. I francesi mantennero la loro pressione sugli austriaci, costringendoli ad impiegare un'altra divisione, per un totale di circa 5 000 uomini. Jelačić posizionò il suo fianco sinistro sul fiume Mur e quello destro alla base delle colline a nord del paese. Nel pomeriggio, anche la divisione di Durette arrivò, garantendo ai franco-italiani una netta superiorità numerica.
Grenier preparò il suo esercito nel seguende modo: la prima linea fu affidata alla brigata di Gareu; la seconda linea alla brigata del generale Valentin; una terza brigata, comandata dal generale Roussel fu inviata attraverso le colline per circondare il fianco destro austriaco e bloccare loro la via di fuga verso Mautern ed infine la brigata di Dessaix fu tenuta in riserva. Inoltre, due battaglioni furono mandati a sud del fiume Mur per colpire il fianco sinistro degli austriaci.
Non potendo fare molto per evitare l'accerchiamento da parte di Roussel, Jelačić spostò un battaglione dal centro della sua formazione sul fianco destro. Un'altra parte delle truppe fu spostata per affrontare gli uomini che Grenier avea posizionato a sud del fiume. Alle 16, Grenier lanciò l'attacco sul centro degli austriaci, fortemente indebolito. Allo stesso tmepo, Roussel colpì il fianco, bloccando loro la strada verso nord. Gli austriaci, nel coas, si diedero ad una fuga disorganizzata in direzione nord-est, seguendo la valle del fiume Mur e venendo tallonati dai francesi. Grenier inseguì gli austriaci fino a Loeben, 7 km a nord-est, e poi fino a Bruck an der Mur, 20 km a nord est. Qui, le truppe di Jelačić si diressero a sud, in direzione di Graz, sempre seguendo la valle del Mur. Solo 2 000 di essi raggiunsero le forze di Giovanni il giorno seguente.

## Conseguenze
I rinforzi portati da Jelačić a Giovanni furono meno di un terzo del previsto: i francesi riuscirono ad uccidere 423 austriaci, ferirne 1 137 e a catturarne oltre 4 900. Le perdite subite da Grenier furono di 200 caduti, 400 feriti e 70 catturati.
Giovanni si ritirò a Koermend e poi a Gyor, sempre inseguito da Eugenio. Le due forze si scontreranno ancora una volta a Raab il 14 giugno.